# Aragon Ballroom
Pour les articles homonymes, voir Aragon.
L'Aragon Ballroom (aussi connu comme l'Aragon Entertainment Center) est une salle de spectacle et de concert historique située à Chicago, dans l'État de l'Illinois, aux États-Unis. Inauguré en 1926, l'Aragon Ballroom se trouve au 1106 West Lawrence Avenue, dans le secteur d'Uptown, à environ 11 km au nord du secteur financier du Loop (Downtown Chicago).
D'une capacité d'accueil d'environ 5 000 personnes, sa construction a coûté 2 millions de dollars US (33,4 millions de dollars en 2022). Depuis son ouverture, il accueille des grands noms de la scène musicale et artistique.

## Historique
La salle a été construite en 1926 dans le style néo-mauresque sous l'impulsion des frères Andrew et William Karzas qui se sont tournés vers les salles de bal et de spectacle après avoir fait fortune dans les nickelodéons et les cinémas de quartier. Arrivés de Grèce durant les années 1880, les frères Karzas ont cumulé des petits boulots jusqu'à économiser 300 dollars, puis ont ouvert un petit restaurant. Après avoir accumulé 6 000 dollars, ils ont vendu tout leur stock et acheté leur premier nickelodéon à Chicago. Avec 125 000 dollars US de bénéfices en poche, ils ont construit le premier cinéma « de luxe » de Chicago, le Woodlawn, en 1917. Deux ans plus tard, ils ont vendu le Woodlawn et deux cinémas plus petits à la chaîne Balaban and Katz (B&K) pour 1 150 000 dollars US (27,5 millions US en 2025).
Pour leur nouveau projet, les frères Karzas souhaitent reproduire le style architectural du célèbre Trianon du château de Versailles et s'adressent une fois de plus à des experts du cinéma pour la conception du bâtiment. Cependant, ils vont peu à peu s'orienter vers un autre concept et optent pour un style ressemblant davantage à un « village espagnol ». Le bâtiment prend le nom d'une province du nord de l'Espagne : l'Aragon. Les architectes Huszagh & Hill conçoivent l'extérieur en stuc de l'Aragon dans le style baroque churrigueresque (style baroque espagnol au XVIIIe siècle), tandis que le concepteur de palais de cinéma John Eberson décore l'intérieur pour qu'il ressemble davantage à la cour d'un château de style mauresque,,.
L'Aragon est connu pour ses spectacles extravagants et la salle remporte un succès immédiat auprès des Chicagoans. L'Aragon se situe à proximité de plusieurs stations du métro de Chicago (dont la plus proche, adjacente au bâtiment, est la station Lawrence sur la ligne rouge), ce qui rend l'endroit plus accessible et facilite grandement l'afflux des touristes dès son ouverture.
Au cours des années 1940, l'Aragon reste très populaire grâce à l'attractivité de cette période et il n'est pas rare que le nombre de visiteurs dépasse les 18 000 personnes chaque soir. La salle était ouverte au moins six nuits par semaine. La station de radio Powerhouse WGN consacre un programme d'une durée d'une heure chaque soir à l'Aragon Ballroom, et sa diffusion couvre une grande partie de la région du Midwest jusqu'au Canada.
En 1958, à la suite d'un incendie qui ravagea un bâtiment adjacent, l'Aragon fut contraint de fermer ses portes pendant plusieurs mois. Après sa réouverture, la fréquentation de l'établissement diminue de manière significative. Une succession de nouveaux propriétaires utilisent la salle pour en faire tour à tour une patinoire, une salle de boxe anglaise, et une discothèque, entre autres utilisations,. Cependant, il y a depuis plusieurs années des efforts de la part de certains promoteurs visant à relancer l'utilisation initiale de l'Aragon Ballroom, à savoir la mise en avant de ses bals traditionnels, de ses concerts et de ses spectacles qui ont fait sa renommée trente ans plus tôt.
En 1973, des promoteurs connus sous les noms de Willy Miranda et José Palomar deviennent les propriétaires de l'Aragon. Les deux hommes favorisent les spectacles de danse hispanique. Ils font rapidement équipe avec des promoteurs rock comme Arny Granat et Jerry Mickelson qui ont utilisé la salle pour leurs concerts de rock,,.
Depuis fin 2017, l'entreprise spécialisée dans l'organisation de spectacles Live Nation Entertainment est propriétaire de l'Aragon Ballroom et y produit divers concerts pop et rock en anglais et en espagnol,.

## Performances

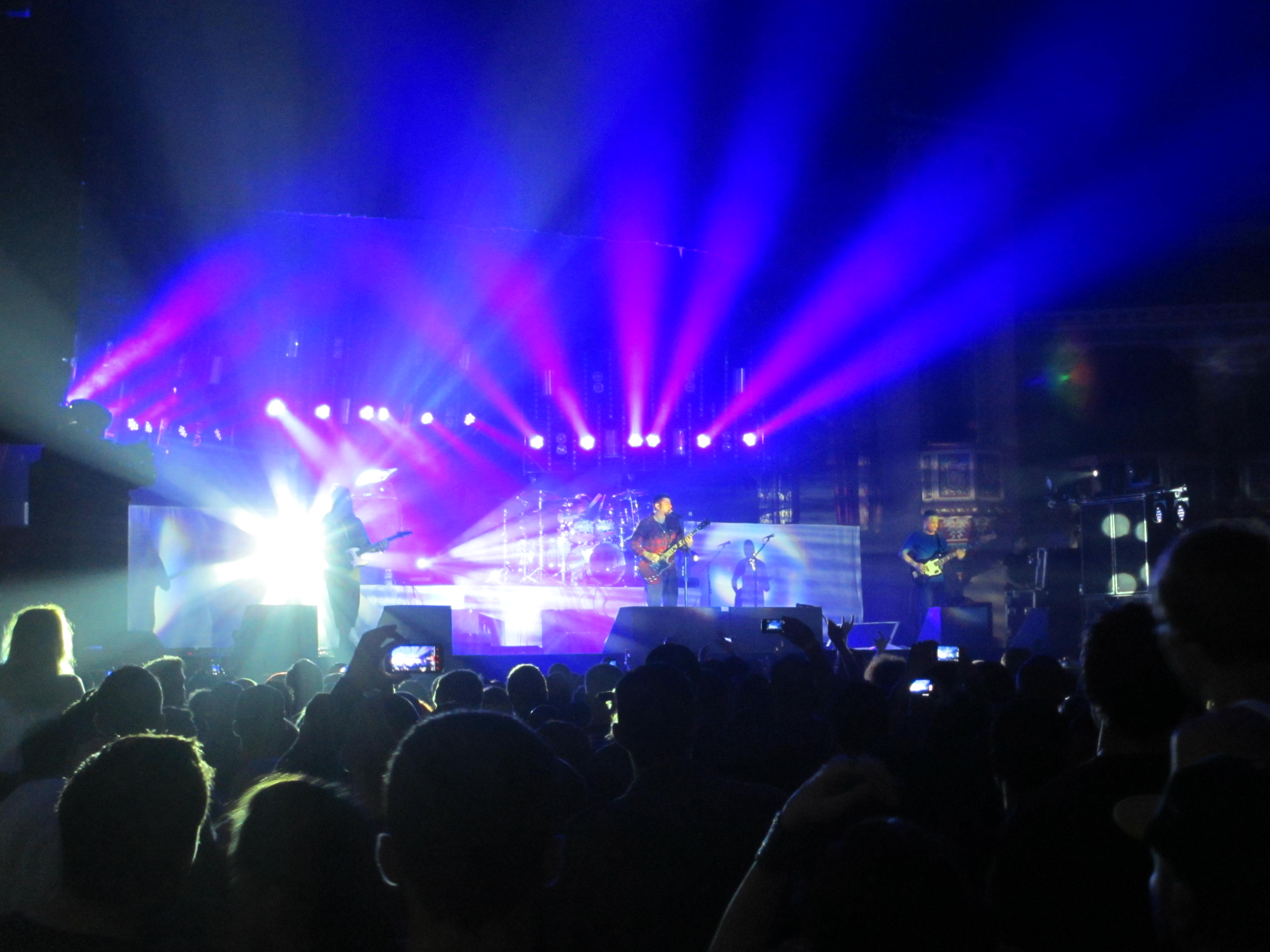
Le groupe de métal Deftones lors d'un concert à l'Aragon en 2012.

De la fin des années 1920 jusqu'aux années 1950, l'Aragon Ballroom accueille presque tous les grands noms de l'ère du « big band ». Parmi les plus connus, il y a Frank Sinatra, Tommy Dorsey, Xavier Cugat, Glenn Miller, Lawrence Welk, Guy Lombardo, Gene Krupa, Dick Jurgens, Harry James, Kay Kyser, Benny Goodman, Sammy Kaye, Artie Shaw, Eddy Howard, Duke Ellington, Jimmy Dorsey, Wayne King, et bien d'autres.
Le groupe de rock populaire Tommy James and the Shondells y ont joué en 1968, de même que le groupe garage rock de Chicago The Shadows of Knight.
Au cours des années 1970, l'Aragon devient une salle spécialisée dans les « monstres du rock » (Rock monsters), un terme signifiant un « marathon de rock 'n' roll » d'une durée d'environ six heures d'affilée ou plus. De nombreux groupes s'y produisent comme The Byrds, B. B. King, Jethro Tull, The Clouds, et AC/DC. En 1978, Van Halen y a entamé sa première tournée mondiale. En 1979, l'Aragon accueille le groupe britannique de punk rock des Clash, le guitariste Bo Diddley et le groupe punk-rock des Undertones sur la même affiche.
En 1982, l'Aragon accueille les groupes de rock britanniques The Jam et The Professionals, puis, au cours de deux soirées consécutives, les Clash, les Elvis Brothers et Defunkt. En 1983, il a accueilli le groupe de hard rock Cheap Trick (originaire de Rockford) et, en 1984, Ministry. En 1997, les Smashing Pumpkins (de Chicago) et Local H (de Zion) se sont produits séparément. En 2004 et 2021, il y a eu le groupe de nu métal Chevelle (de Grayslake). En 2005, il y a eu les rappeurs Twista (natif de Chicago) et Ludacris (élevé dans l'Illinois), et séparément Fall Out Boy (de Chicago), Plain White T's (du comté de DuPage), ainsi que les groupes Disturbed et Wilco (tous deux de Chicago). En 2007, il y a eu le groupe OK Go. En 2009, il y a eu le groupe de musique jam Umphrey's McGee (de South Bend). En 2011, il y a eu Rise Against, et en 2013, le groupe Alkaline Trio. En 2013, elle a accueilli le groupe EDM Krewella (de Northbrook) et le rappeur Lupe Fiasco (de Chicago). En 2015, la chanteuse K.Flay (de Wilmette) s'y est produit. Le disc-jockey Kaskade (également originaire de Northbrook) s'y est produit en 2017. Enfin, le rappeur Juice Wrld (de Homewood) s'est produit à l'Aragon en 2019.
L'établissement a accueilli plusieurs groupes de rock populaires originaires de l'État voisin du Wisconsin parmi lesquels Steve Miller Band en 1969, BoDeans en 1994 et Garbage en 1998.

## Enregistrements Live

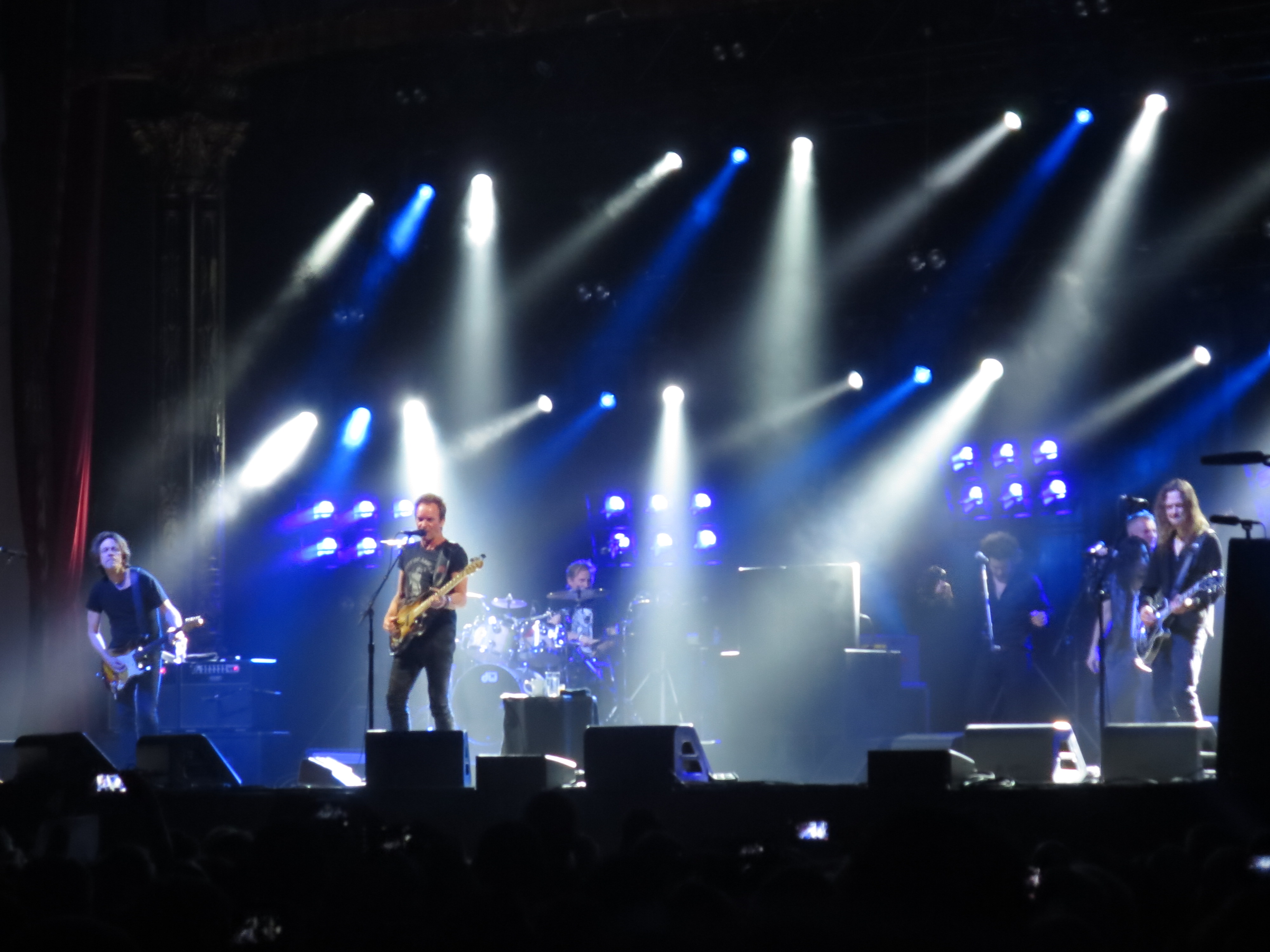
Sting en 2017.

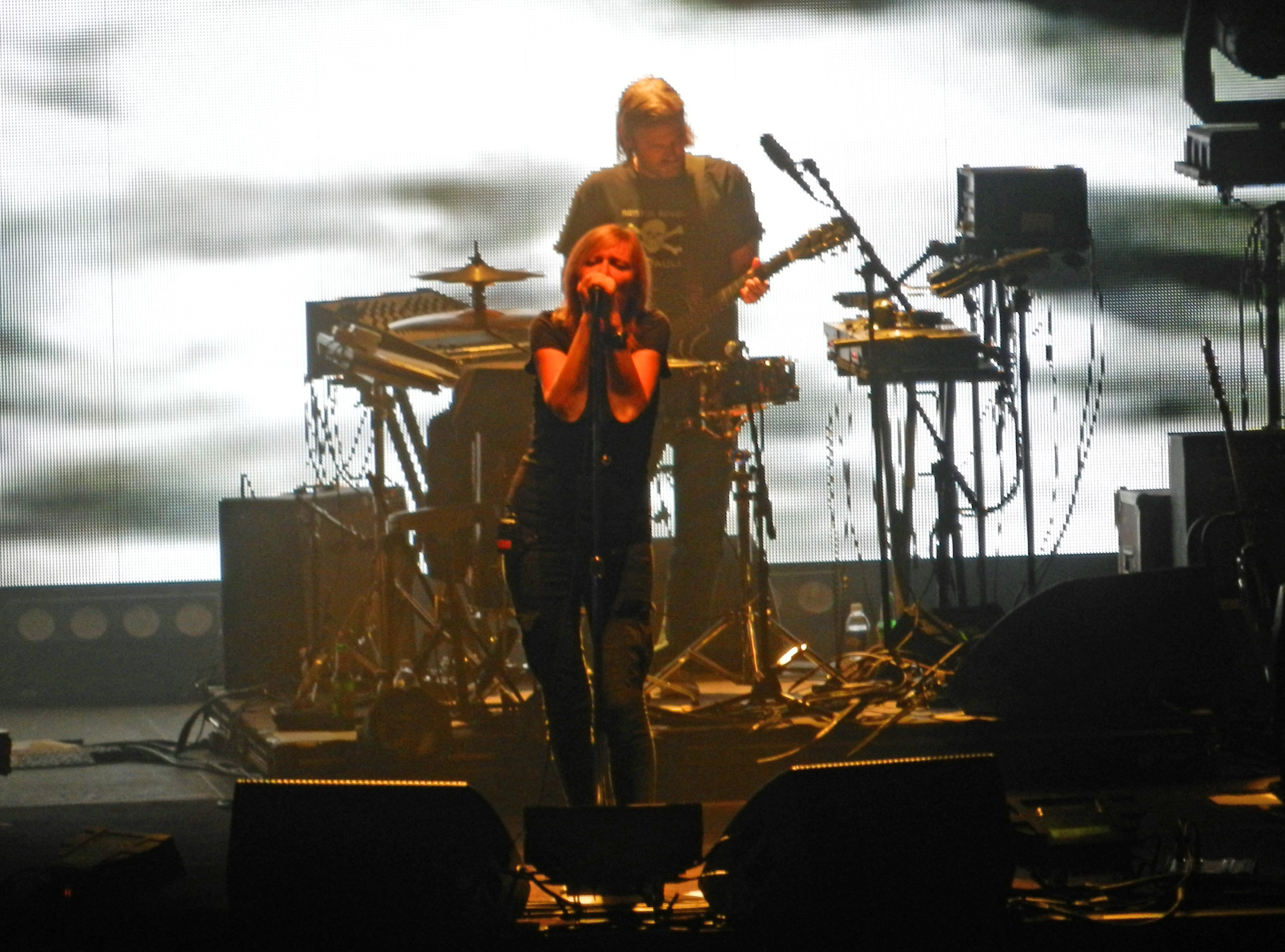
Portishead en 2011.

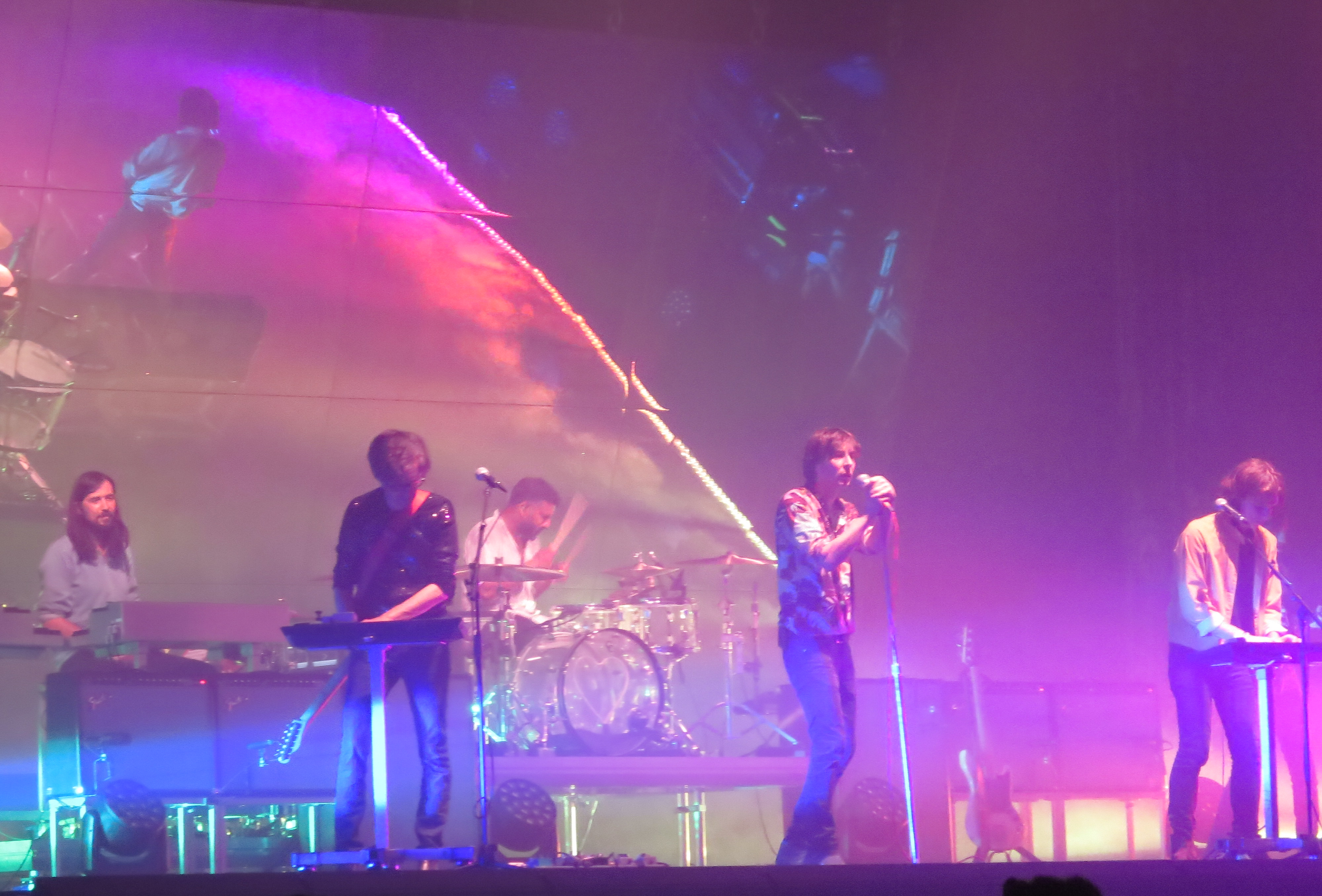
Phoenix en 2017.

Le 21 juillet 1972, les Doors ont enregistré une performance complète à l'Aragon Ballroom qui fut diffusée sur la station de radio WGLD-FM le 8 novembre 1972. Des enregistrements de cette prestation sont connus des collectionneurs.
Le 19 avril 1975, le groupe de musique électronique allemand Kraftwerk a joué à l'Aragon Ballroom devant un public de 3 000 personnes.
En mars 1978, le groupe de rock Aerosmith a joué à l'Aragon Ballroom. Les enregistrements de Sweet Emotion et Lord of the Thighs ont été publiés sur l'album Live Bootleg sorti en octobre de la même année.
L'édition 2009 Deluxe de l'album Reckoning du groupe R.E.M. comprend un concert enregistré à l'Aragon Ballroom le 7 juillet 1984 et diffusé sur la station de radio WXRT à Chicago. La première partie était assurée par le groupe californien Dream Syndicate.
Le 25 mai 1986, le groupe de heavy metal Metallica s'y est produit dans le cadre de sa tournée Damage, Inc. Tour. Ils ont utilisé l'enregistrement en direct dans le coffret remasterisé de 2017 de leur album studio Master of Puppets de 1986.
Les 23 et 25 octobre 1993, le groupe de grunge Nirvana a joué à l'Aragon pour ses deux derniers concerts à Chicago. Lors du concert du 23, le groupe a joué le morceau You Know You're Right pour la première et unique fois en direct.
Le 18 novembre 1994, la prestation du groupe de punk rock Green Day, devant une salle comble à l'Aragon, a été enregistrée pour MTV sous le titre MTV Jaded in Chicago.
Le 22 août 1995, un concert du groupe de rock alternatif Soul Asylum est enregistré à l'Aragon pour l'album Network et deux chansons sont publiées sur le CD single Promises Broken.
Le 26 juin 2004, le groupe de funk metal Primus a filmé son premier DVD de concert, Hallucino-Genetics, à l'Aragon.
Le 17 octobre 2009, le groupe de sludge metal Mastodon y a enregistré un album live et un DVD de concert. Live at the Aragon est sorti le 15 mars 2011.
En juin 2013, la maison de disques Third Man Records a sorti un album live de la performance du groupe de rock alternatif White Stripes dans la salle le 2 juillet 2003, dans le cadre de leur série From the Vault.
Aujourd'hui connue sous le nom de Byline Bank Aragon Ballroom (anciennement Aragon Entertainment Center), la salle accueille des groupes et artistes tels que Muse, Slayer, Motörhead, Marilyn Manson, The Smashing Pumpkins, Pixies, Morrissey, The Mars Volta, Snow Patrol, New Order, Portishead, Coldplay, Franz Ferdinand, et Phoenix.

## Galerie d'images

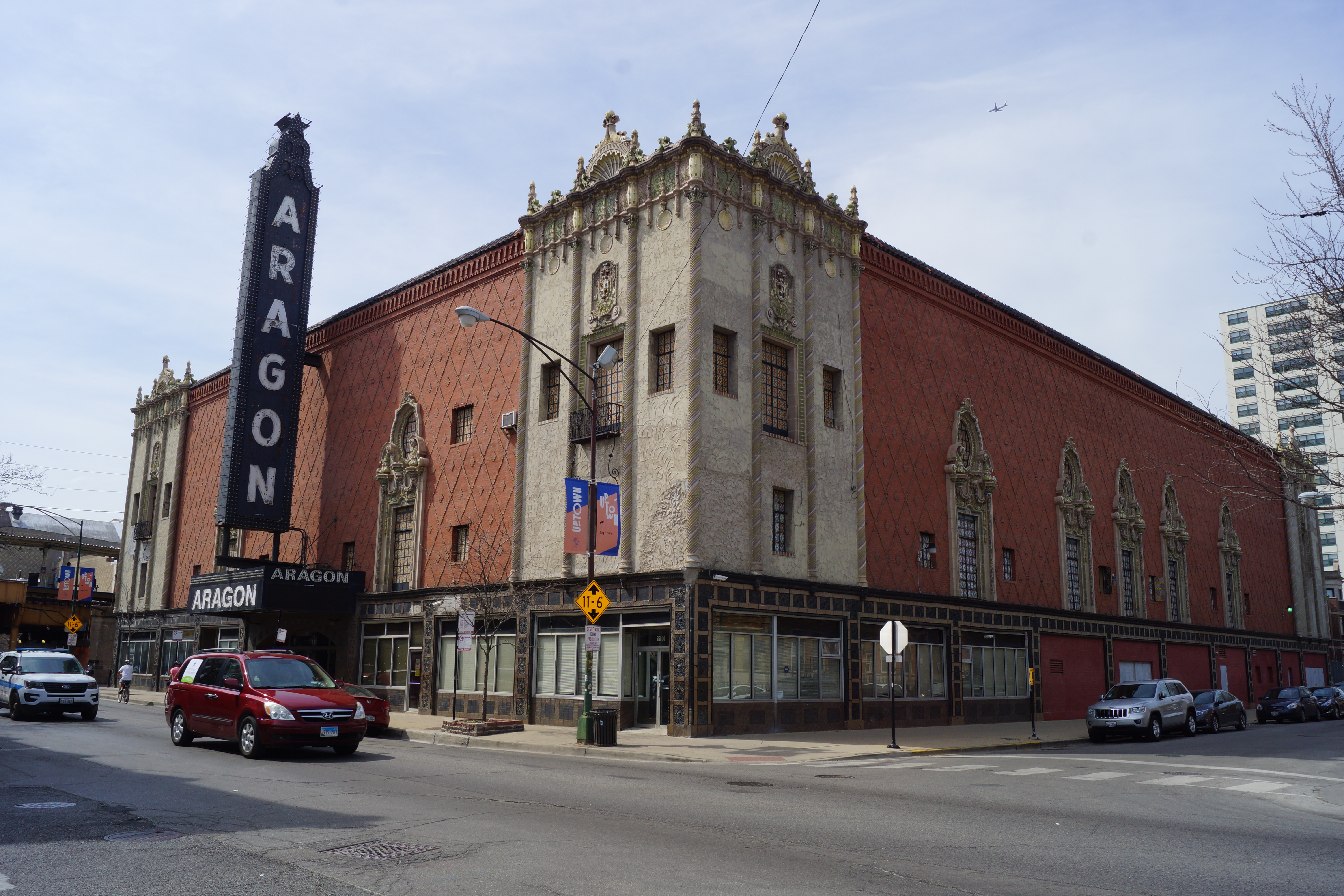
Angle de Winthrop Ave. et Lawrence Ave.
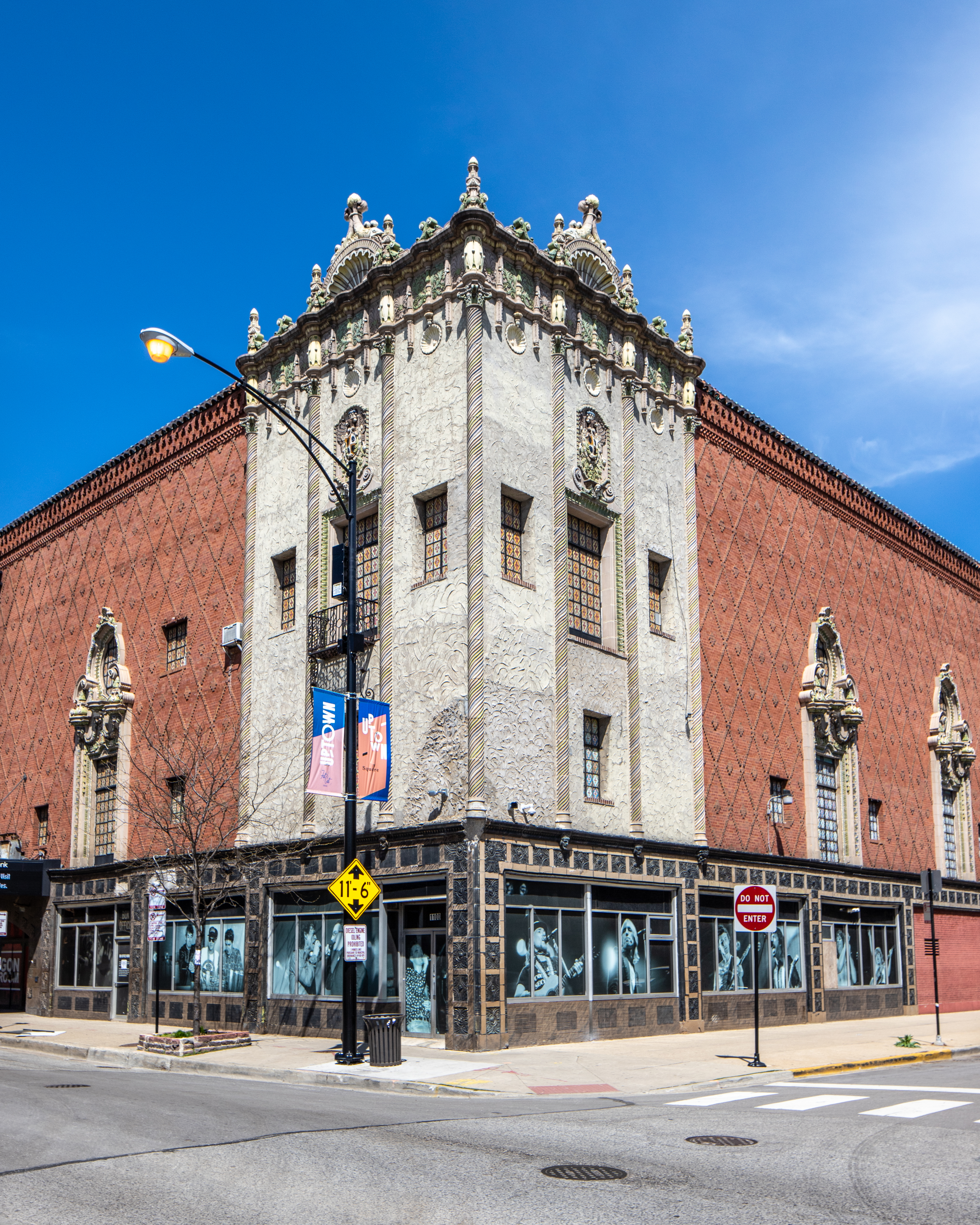
Détails de l'angle du bâtiment.
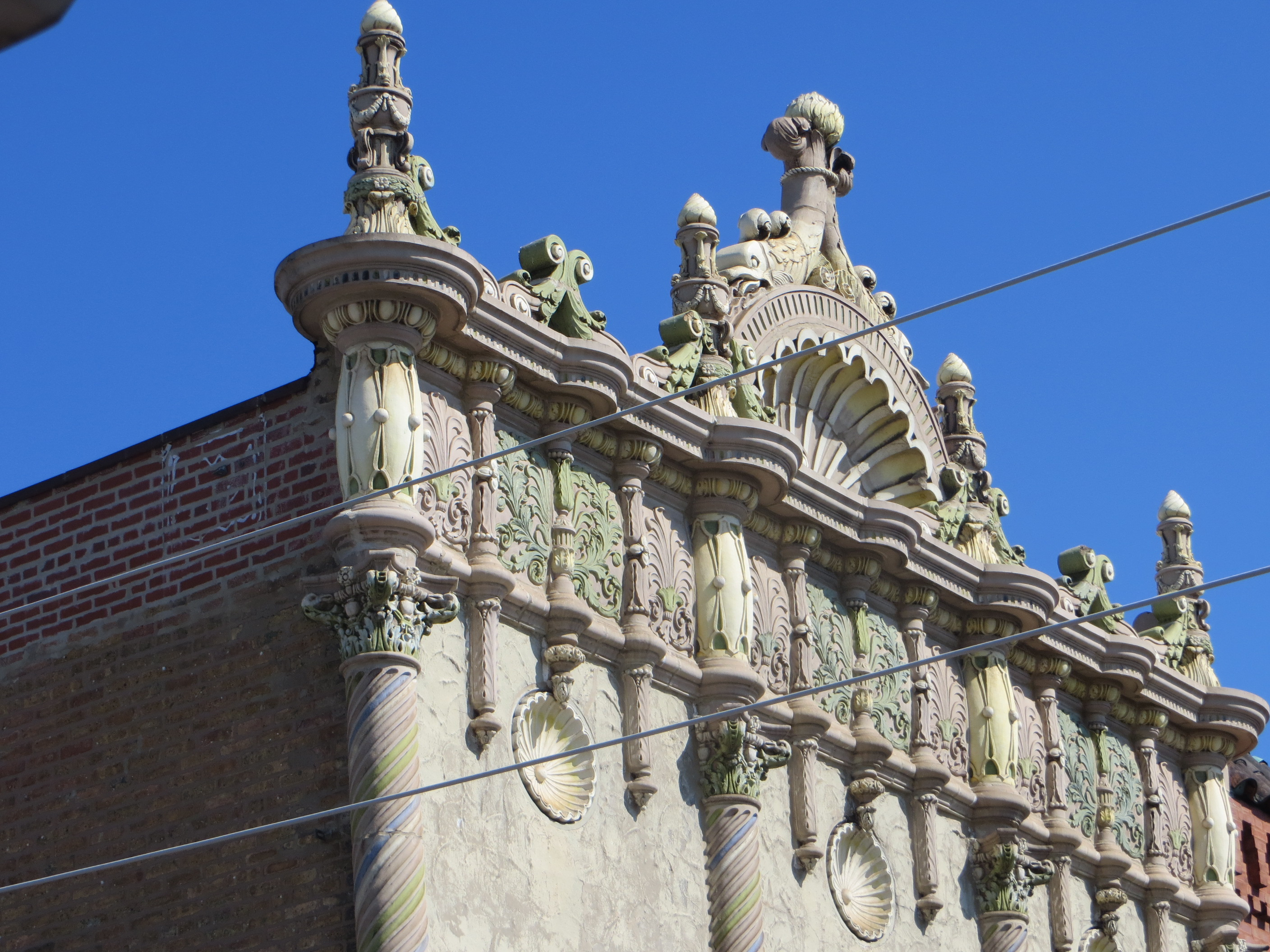
Détails sculptures et ornements.
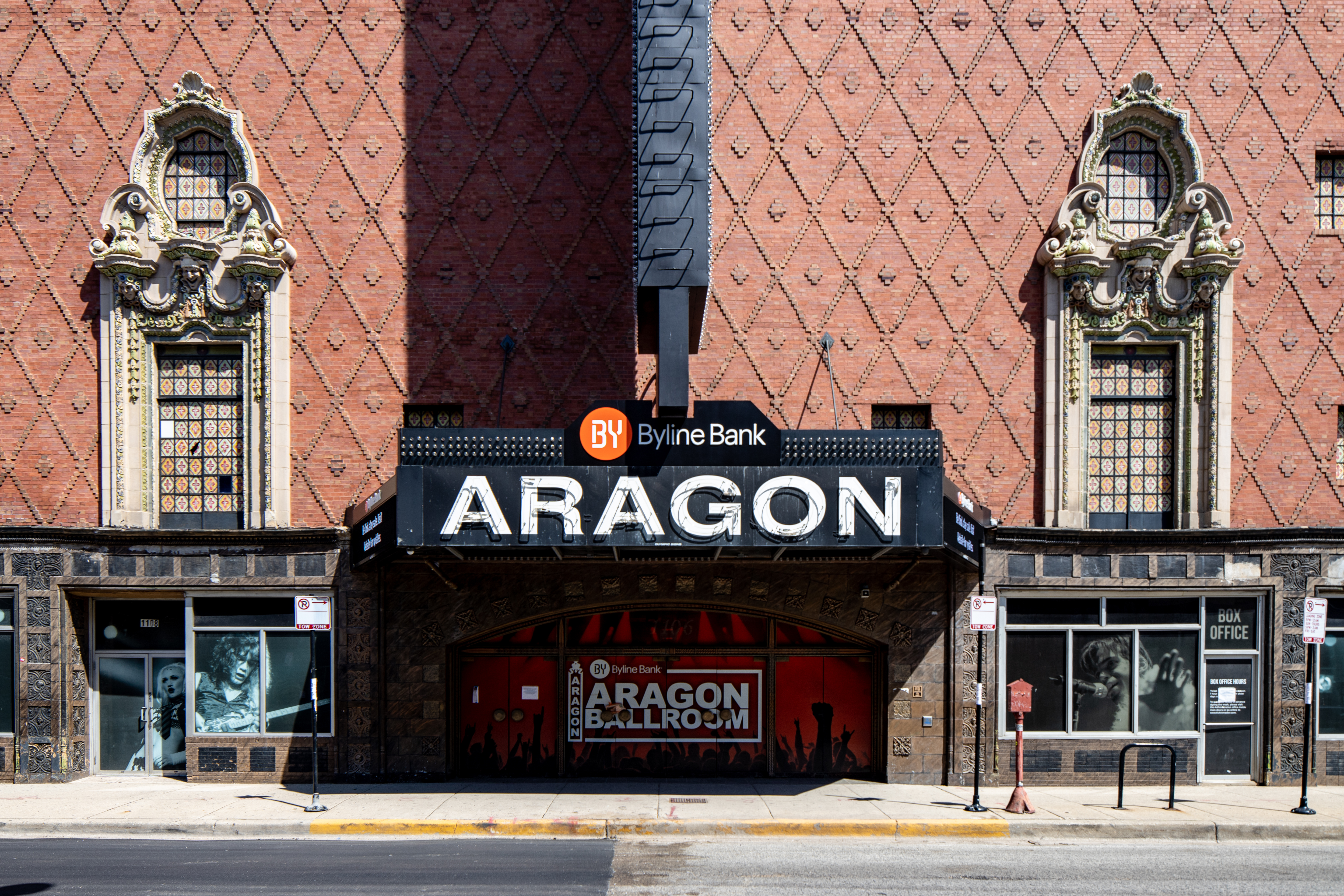
Entrée de l'Aragon.
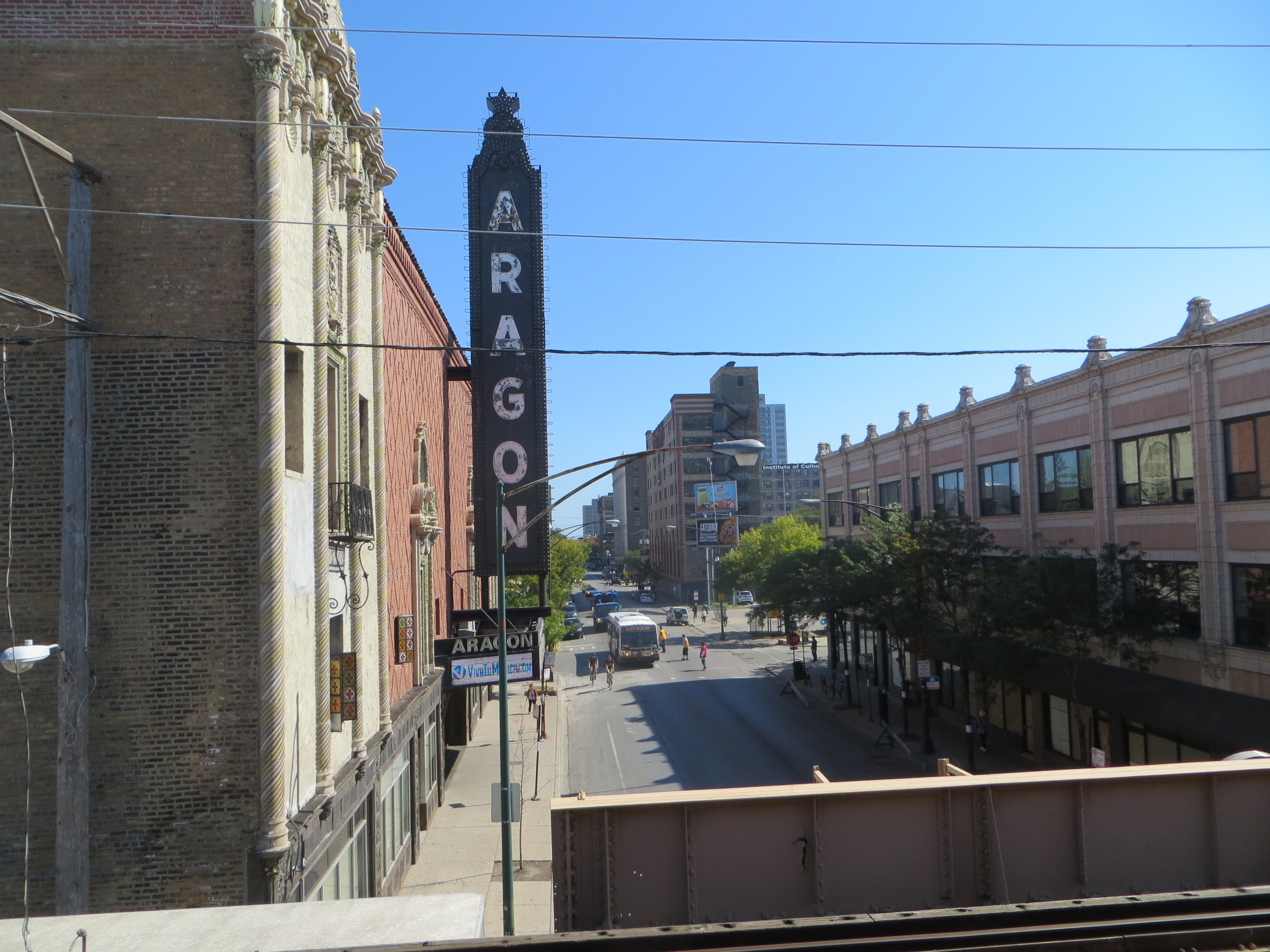
Vu depuis la station de métro Lawrence.